# 卡尔迪纳莱
卡尔迪纳莱（義大利語：Cardinale），是意大利卡坦扎罗省的一个市镇。总面积31平方公里，人口2425人，人口密度78.2人/平方公里（2009年）。ISTAT代码为079018。